# Saint-Jean-et-Saint-Paul
Saint-Jean-et-Saint-Paul (okzitanisch: Sent Joan e Sent Paul) ist eine südfranzösische Gemeinde mit 284 Einwohnern (Stand: 1. Januar 2022) im Département Aveyron in der Region Okzitanien (zuvor Midi-Pyrénées). Belmont-sur-Rance gehört zum Arrondissement Millau und zum Kanton Causses-Rougiers. Die Einwohner werden Jeanpauliens genannt.
Die Gemeinde besteht aus den Ortschaften Saint-Jean-d'Alcas und Saint-Paul-des-Fonts mit mehreren weiteren Weilern.

## Lage
Saint-Jean-et-Saint-Paul liegt etwa 19 Kilometer südsüdwestlich von Millau im Südwesten der historischen Provinz Rouergue. Umgeben wird Saint-Jean-et-Saint-Paul von den Nachbargemeinden Roquefort-sur-Soulzon und Tournemire im Norden, Viala-du-Pas-de-Jaux im Norden und Nordosten, Sainte-Eulalie-de-Cernon im Osten und Nordosten, Saint-Beaulize im Osten und Südosten, Marnhagues-et-Latour und Saint-Félix-de-Sorgues im Süden, Versols-et-Lapeyre im Südwesten sowie Saint-Affrique im Westen und Nordwesten.

## Bevölkerungsentwicklung
| Jahr                       | 1962 | 1968 | 1975 | 1982 | 1990 | 1999 | 2006 | 2018 |
| Einwohner                  | 314  | 303  | 275  | 242  | 208  | 218  | 257  | 278  |
| Quellen: Cassini und INSEE |      |      |      |      |      |      |      |      |

## Sehenswürdigkeiten
- Höhle von Les Treilles
- Kirche Saint-Jean
- Schloss La Vialette, seit 1984 Monument historique
- Ortsbefestigung (1440–1445) von Saint-Jean-d'Alcas

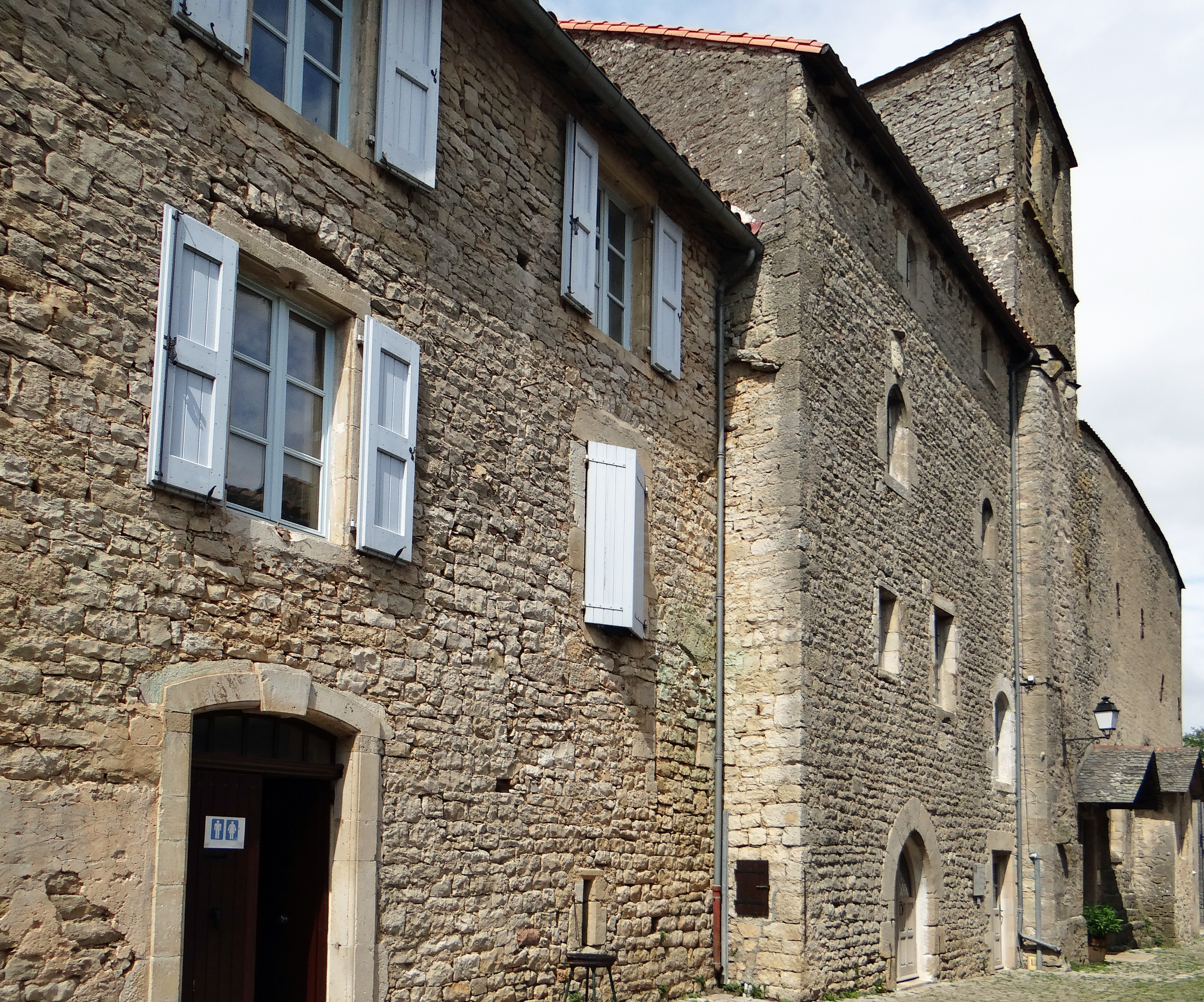
Kirche Saint-Jean
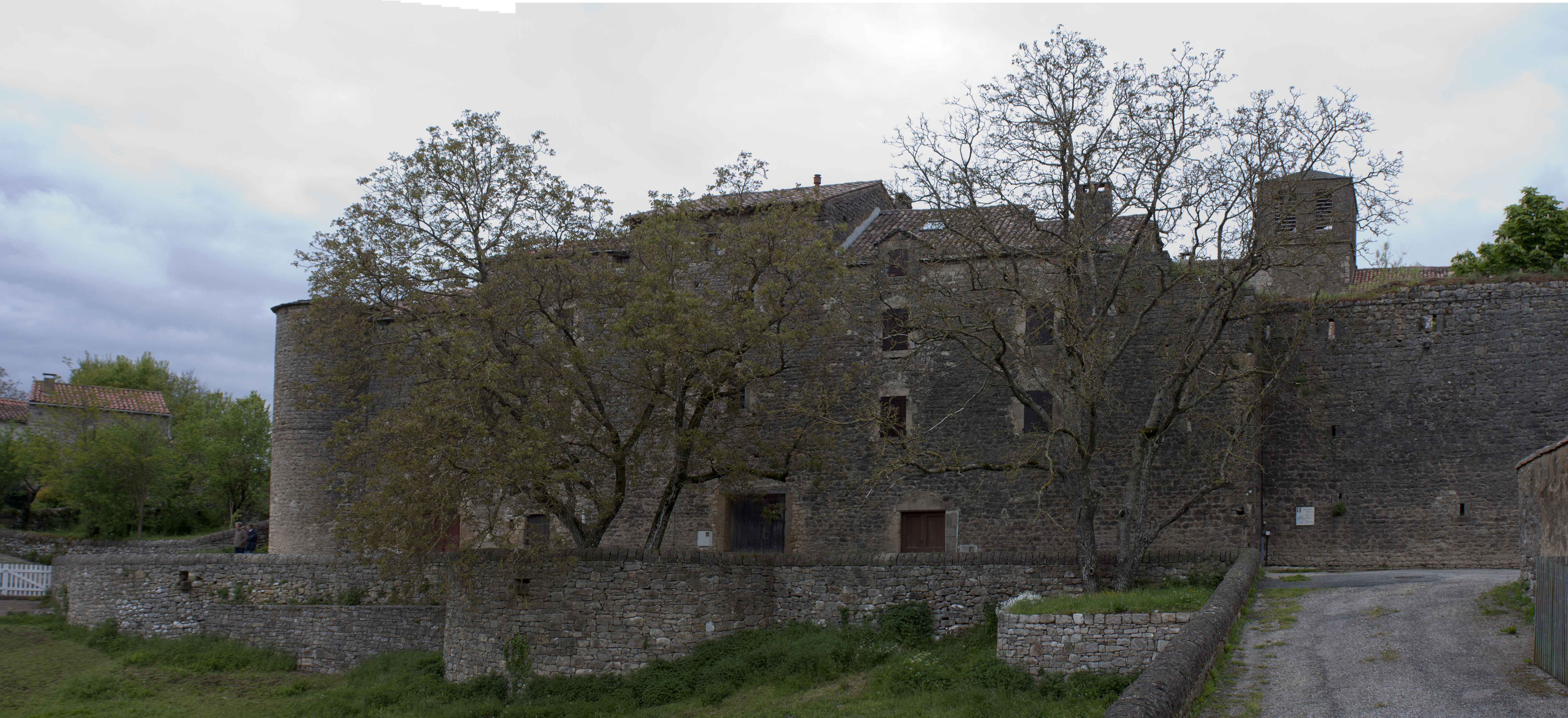
Befestigung von Saint-Jean-d'Alcas